# 仁井田陞
仁井田 陞  （（日语：／ Ni ida noboru；1904年1月1日—1966年6月22日），日本法制史學者。東京大学名譽教授。師從中田薫。宮城県仙台市出身。

## 生平
宮城県仙台市出身。1928年畢業於東京帝国大學法學部後，經歷東方文化學院東京研究所研究員。1942年，成為东京大学东洋文化研究所教授。
退官後，擔任名譽教授。曾獲得正三位勲二等瑞宝章。
專長是研究中國法制史。收集與分析唐朝律令與漢朝典籍。其研究的《唐令拾遺》獲得1934年恩赐奖 (日本学士院)。

## 主要著作
- 《唐令拾遺》（東方文化学院東京研究所，1932年／新装版・東京大学出版会、1983年）
- 《中国の農村家族》（東京大学出版会，1952年）
- 《中国法制史》（岩波書店、1952年），新装版・岩波全書、1974年、2005年